# Andrew W. Mellon
Andrew William Mellon (/ˈmɛlən/; 24 tháng 3 năm 1855 — 26 tháng 8 năm 1937), đôi khi A.W., là một chủ ngân hàng, doanh nhân, nhà công nghiệp, nhà từ thiện, nhà sưu tầm nghệ thuật và chính trị gia người Mỹ. Từ gia đình Mellon giàu có ở Pittsburgh, Pennsylvania, ông đã thành lập một đế chế kinh doanh rộng lớn trước khi chuyển sang chính trị. Ông từng là Bộ trưởng Tài chính Hoa Kỳ từ ngày 9 tháng 3 năm 1921 đến ngày 12 tháng 2 năm 1932, chủ trì những năm bùng nổ của thập niên 1920 và vụ sụp đổ Phố Wall năm 1929. Một đảng Cộng hòa bảo thủ, Mellon ủng hộ các chính sách giảm thuế và quốc gia nợ nần sau chiến tranh thế giới thứ nhất.